# Primera División (Chile) 2024
Die Primera División 2024, auch unter dem Namen Campeonato Itaú 2024 bekannt, war die 108. Saison der Primera División, der höchsten Spielklasse im Fußball in Chile. Die Saison begann am 16. Februar und endete im Dezember 2024.
Als Titelverteidiger ging der CD Huachipato in die Saison. Meister wurde der CSD Colo-Colo, der damit seinen 34. Titel gewann. Vizemeister Universidad de Chile wurde Pokalsieger und qualifizierte sich somit wie Colo-Colo für die Copa Libertadores 2025. Daneben steigen noch der Drittplatzierte Deportes Iquique und Pokalfinalist Ñublense in der zweiten Qualifikationsrunde ein. In die Primera B abgestiegen sind der CD Cobreloa und Deportes Copiapó.

## Modus
Seit 2017 wird die Meisterschaft wieder in Hin- und Rückrunde unterteilt. Das Meisterschaftsjahr entspricht dem Kalenderjahr. Alle 16 Vereine der Primera División treffen anhand eines vor der Saison festgelegten Spielplans zweimal aufeinander; je einmal im eigenen Stadion und einmal im Stadion des Gegners.
Für die Gruppenphase der Copa Libertadores 2025 qualifizieren sich Meister und Vizemeister. Der Tabellendritte und der Pokalsieger 2024 qualifizieren sich für die zweite Runde der Copa Libertadores. Die Mannschaften auf den Plätzen vier bis sieben nehmen an der Copa Sudamericana 2025 teil.
Die beiden Teams auf den letzten beiden Plätzen steigen in die 2. Liga, die Primera B, ab.

## Teilnehmer
Die Absteiger der Vorsaison Curicó Unido und CD Magallanes wurden durch dem Zweitligameister CD Cobreloa und Play-off-Sieger Deportes Iquique ersetzt. Folgende Vereine nahmen an der Meisterschaft 2024 teil:
|  | Mannschaft                | Stadt             | Stadion                                 | Kapazität |
|  | ------------------------- | ----------------- | --------------------------------------- | --------- |
|  | Audax Italiano La Florida | Santiago de Chile | Estadio Bicentenario de La Florida      | 12.000    |
|  | CD Cobreloa               | Calama            | Estadio Zorros del Desierto             | 20.180    |
|  | Cobresal                  | El Salvador       | Estadio El Cobre                        | 20.752    |
|  | Colo-Colo                 | Santiago de Chile | Estadio Monumental                      | 47.347    |
|  | Coquimbo Unido            | Coquimbo          | Estadio Francisco Sánchez Rumoroso      | 18.000    |
|  | Deportes Copiapó          | Copiapó           | Estadio Luis Valenzuela Hermosilla      | 08.000    |
|  | Everton                   | Viña del Mar      | Estadio Sausalito                       | 23.423    |
|  | Huachipato                | Talcahuano        | Estadio Huachipato-CAP Acero            | 10.500    |
|  | O’Higgins                 | Rancagua          | Estadio El Teniente                     | 13.849    |
|  | Deportes Iquique          | Iquique           | Estadio Tierra de Campeones             | 12.000    |
|  | Ñublense                  | Chillán           | Estadio Nelson Oyarzún                  | 12.000    |
|  | Palestino                 | Santiago de Chile | Estadio Municipal de La Cisterna        | 12.000    |
|  | Unión Española            | Santiago de Chile | Estadio Santa Laura                     | 22.000    |
|  | Unión La Calera           | La Calera         | Estadio Municipal Nicolás Chahuán Nazar | 10.000    |
|  | Universidad Católica      | Santiago de Chile | Estadio San Carlos de Apoquindo         | 14.000    |
|  | Universidad de Chile      | Santiago de Chile | Estadio Nacional de Chile               | 49.000    |

## Tabelle
| Pl.               | Verein               | Sp. | S  | U | N  | Tore    | Diff. | Punkte |
| ----------------- | -------------------- | --- | -- | - | -- | ------- | ----- | ------ |
| 1.                | CSD Colo-Colo (P)    | 30  | 21 | 4 | 5  | 049:210 | +28   | 67     |
| 2.                | Universidad de Chile | 30  | 19 | 8 | 3  | 053:240 | +29   | 65     |
| 3.                | Deportes Iquique (N) | 30  | 14 | 6 | 10 | 053:480 | +5    | 48     |
| 4.                | CD Palestino         | 30  | 13 | 7 | 10 | 046:330 | +13   | 46     |
| 5.                | Universidad Católica | 30  | 13 | 7 | 10 | 044:340 | +10   | 46     |
| 6.                | Unión Española       | 30  | 13 | 6 | 11 | 053:450 | +8    | 45     |
| 7.                | Everton              | 30  | 12 | 9 | 9  | 047:410 | +6    | 45     |
| 8.                | Coquimbo Unido       | 30  | 12 | 9 | 9  | 037:340 | +3    | 45     |
| 9.                | Ñublense             | 30  | 11 | 7 | 12 | 040:340 | +6    | 40     |
| 10.               | Audax Italiano       | 30  | 10 | 4 | 16 | 036:390 | −3    | 34     |
| 11.               | Unión La Calera      | 30  | 9  | 7 | 14 | 029:400 | −11   | 34     |
| 12.               | CD Huachipato (M)    | 30  | 9  | 7 | 14 | 028:440 | −16   | 34     |
| 13.               | CD Cobresal          | 30  | 8  | 9 | 13 | 042:510 | −9    | 33     |
| 14.               | CD O’Higgins         | 30  | 8  | 7 | 15 | 034:530 | −19   | 31     |
| 15.               | CD Cobreloa (N)      | 30  | 9  | 4 | 17 | 033:620 | −29   | 31     |
| 16.               | Deportes Copiapó     | 30  | 7  | 3 | 20 | 040:610 | −21   | 24     |
| Stand: Saisonende |                      |     |    |   |    |         |       |        |

| (M) | Vorjahresmeister     |
| (P) | Vorjahrespokalsieger |
| (N) | Aufsteiger           |

## Beste Torschützen
| Rang | Spieler               | Klub                    | Tore |
| ---- | --------------------- | ----------------------- | ---- |
| 1    | Fernando Zampedri     | CD Universidad Católica | 19   |
| 2    | Rodrigo Contreras     | Everton                 | 16   |
| 3    | Steffan Pino          | Deportes Iquique        | 13   |
| 4    | Ignacio Jeraldino     | Audax Italiano          | 12   |
| 5    | Leandro Fernández     | CF Universidad de Chile | 11   |
|      | Cristian Palacios     | CF Universidad de Chile | 11   |
| 7    | Bryan Carrasco        | CD Palestino            | 9    |
|      | Franco Frías          | Unión Española          | 9    |
|      | Maximiliano Quinteros | Deportes Copiapó        | 9    |
|      | Patricio Rubio        | Ñublense                | 9    |
|      | Gonzalo Tapia         | CD Universidad Católica | 9    |
|      | Leonardo Valencia     | CD Cobresal             | 9    |